# كورا باربرا هينيل
كورا باربرا هينيل (بالإنجليزية: Cora Barbara Hennel)‏ (21 يناير 1886-26 يونيو 1947) عالمة رياضيات من إنديانا نشطة في النصف الأول من القرن العشرين.

## النشأة والتعليم
ولدت كورا في إيفانسفيل بولاية إنديانا لأبوينه ما جوزيف إتش وآنا ماري ثومان هينيل. بعد التخرج من المدرسة الثانوية، قامت كورا وأختها الكبرى سيسيليا بالتدريس في المدارس الابتدائية للبلاد لتوفير المال للكلية. في عام 1903، التحقت كورا بجامعة إنديانا وبعد ذلك بوقت قصير أقنعت والديهما بالانتقال مع أختها الصغرى إديث إلى بلومنجتون.
التحقت الأخوات الثلاث بجامعة إنديانا وتخرجن منها. حصلت على درجة البكالوريوس في الرياضيات عام 1907، والماجستير في عام 1908. وفي عام 1912، أصبحت أول شخص يحصل على درجة الدكتوراه في الرياضيات من جامعة إنديانا.  أثناء دراستها الجامعية، كانت كورا شاعرة الفصل ونشطة في شؤون الطلاب. وفي مرحلة الدراسات العليا، كانت عضوًا مؤسسًا وأمينًا للدائرة الإقليدية، وهو نادي الرياضيات لأعضاء هيئة التدريس والطلاب.

## المسار المهني
أثناء دراستها للدكتوراه، عملت كورا كمدرس في قسم الرياضيات. واستمرت في هذا الدور بعد حصولها على شهادتها وفي عام 1916 حيث تم تعيينها أستاذة مساعدة في الرياضيات. تمت ترقيتها إلى أستاذة مساعدة في عام 1923 وأصبحت أستاذة ة في عام 1936. أمضت كورا كامل مسيرتها الأكاديمية في جامعة إنديانا وكانت لا تزال تدرس حتى وفاتها في عام 1947.
كانت كورا هينيل عضوة نشطة في هيئة التدريس بجامعة إنديانا، وعملت كرئيسة لفرع بلومنجتون في الرابطة الأمريكية لأساتذة الجامعات، والجمعية الأمريكية للنساء الجامعيات،وشغلت منصب رئيس قسم إنديانا في اتحاد الرياضيات الأمريكي. من الناحية المهنية، كانت عضوًا في فاي بيتا كابا وسيجما كاي و Pi Lambda Theta و Mortar Board و أكاديمية إنديانا للعلوم.

## تكريم
في عام 1958، أنشأت سيسيليا هينيل منحة كورا هينيل التذكارية لتكريم أختها. تُمنح منح هينيل للطلاب الذين أظهروا قدرة عالية في الرياضيات.  لا يزال القسم يتذكر هينيل وفي عام 1995، أطلق على صالة أعضاء هيئة التدريس / الطلاب في قاعة رولز التي تم تجديدها اسم كورا هينيل.

## منشورات مختارة
- "Transformations and Invariants Connected with Linear Homogeneous Difference Equations and other Functional Equations" in American Journal of Mathematics 35, no. 4 (1913): 431-52
- A Course in General Mathematics (1925), co-authored with Harold T. Davis